# Ta-Nehisi Coates

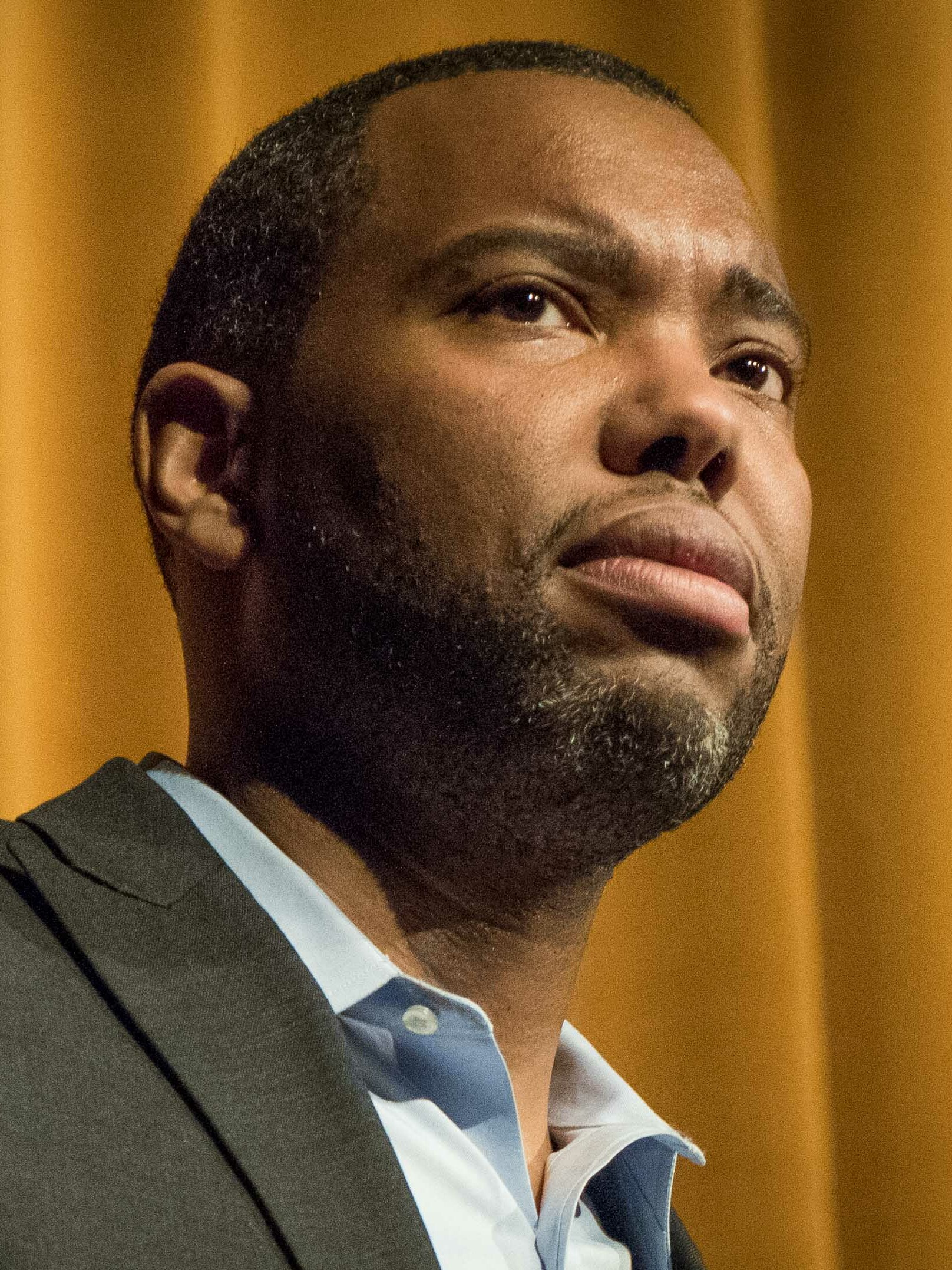
Ta-Nehisi Coates (2015)

Ta-Nehisi Coates (geboren 30. September 1975 in Baltimore, Maryland, USA) ist ein US-amerikanischer Journalist und Buchautor. Bekannt geworden ist er vor allem für seine Texte in der Monatszeitschrift The Atlantic, in denen er die Probleme der afroamerikanischen Bevölkerung thematisiert und White Supremacy, die Vorherrschaft der Weißen, als tief in der amerikanischen Gesellschaft verwurzelte Ideologie beschreibt.

## Leben
Ta-Nehisi Coates wuchs in Baltimore als Sohn einer Lehrerin und eines Verlegers in einer Großfamilie auf. Sein Vater W. Paul Coates gehörte der Black Panther Party in Baltimore an und gründete die Black Classic Press. Er war Bibliothekar an der historisch afroamerikanischen Howard University. Coates’ Mutter Cheryl unterstützte ihren Sohn bei seinen ersten Schreibversuchen. Coates studierte fünf Jahre ohne Abschluss an der Howard University und begann bei der Alternativzeitung Washington City Paper als Journalist zu arbeiten, wo ihn der Kulturjournalist David Carr unter seine Fittiche nahm. Er schrieb für verschiedene Zeitungen, darunter das Time Magazine und The Village Voice, bis er im Januar 2008 bei der Monatszeitschrift The Atlantic Platz für einen Blog erhielt und später Redakteur größerer Leitartikel wurde.
Im gleichen Jahr erschien auch sein autobiographisches Buch The Beautiful Struggle: A Father, Two Sons, and an Unlikely Road to Manhood (deutsch: The Beautiful Struggle. Der Sound der Straße) über sein Aufwachsen im Baltimore der 1980er Jahre – geprägt durch seinen Vater–, die auf den Straßen der Stadt verbreitete Kriminalität und schulische Probleme.
Von 2012 bis 2014 hatte Coates einen Lehrauftrag für kreatives Schreiben am Massachusetts Institute of Technology.
2014 erregte er mit dem Artikel The Case for Reparations (deutsch: Ein Plädoyer für Reparationen) im Atlantic Aufsehen, in dem er forderte, die USA sollten ihrer schwarzen Bevölkerung in Anbetracht der Jahrhunderte dauernden Sklaverei in den Vereinigten Staaten, des institutionellen Rassismus und der diskriminierenden Wohnungspolitik Reparationen zahlen.
2015 ging er für ein Jahr mit seiner Frau, die er an der Howard University kennengelernt hatte, und dem gemeinsamen Sohn im Rahmen seiner American Library in Paris Visiting Fellowship nach Paris. Ebenfalls 2015 gewann er den sogenannten Genie-Preis und wurde ein MacArthur Fellow.
In seinem 2015 erschienenen Buch Between the World and Me (deutsch: Zwischen mir und der Welt) klärt Coates seinen Sohn in Briefform darüber auf, was es bedeutet, ein schwarzer Mann in den USA zu sein, wobei er insbesondere die „rassistische Gewalt, die in die amerikanische Kultur eingewoben ist“ („racist violence that has been woven into American culture“) schildert. Das von James Baldwins Nach der Flut das Feuer inspirierte Buch erreichte u. a. den 1. Platz auf der Bestsellerliste der New York Times und erhielt 2015 den National Book Award in der Sachbuch-Kategorie.
Im September 2015 gab der Verlag Marvel Comics bekannt, dass Coates Autor einer neuen Comic-Serie über den Charakter Black Panther wird. Die ersten Comics, für die Coates die Texte schrieb, erschienen 2016. Ein von Coates verfasster Ableger der Black-Panther-Reihe wurde jedoch 2017 nach dem Erscheinen von nur sechs Ausgaben beendet. 2018 erhielt Coates zusammen mit Roxane Gay und Alitha E. Martinez den Eisner Award in der Kategorie Beste abgeschlossene Serie für Black Panther: World of Wakanda.
Seit 2017 ist Coates Distinguished Writer in Residence am Arthur-L.-Carter-Journalismus-Institut der New York University, unterrichtet Studenten und nimmt an Veranstaltungen teil.
Im Oktober 2017 erschien eine Sammlung von sieben Essays, die Coates während der Obama-Präsidentschaft zwischen 2008 und 2016 in The Atlantic veröffentlicht hatte, unter dem Titel We Were Eight Years in Power: An American Tragedy (deutsch: We Were Eight Years in Power. Eine amerikanische Tragödie) in Buchform. Coates hatte Obama während dessen Präsidentschaft viermal für Interviews getroffen. Das Time Magazine kürte das Buch zu einem der zehn besten Sachbücher des Jahres. 2018 erschien das Buch auch in deutscher Sprache.
In Reaktion auf seine Texte über die Obama-Präsidentschaft warf ihm der ebenfalls afroamerikanische Intellektuelle und Universitätsprofessor Cornel West im Dezember 2017 in einem Artikel im Guardian vor, das „neoliberale Gesicht des schwarzen Freiheitskampfes“ („neoliberal face of the black freedom struggle“) zu sein. Coates würde White Supremacy „fetischisieren“ und als unabänderlich darstellen, was einen kollektiven Kampf gegen die rassistischen Strukturen verhindere. Zudem würde Coates Obama zu Unrecht als moralische Figur preisen und dabei ignorieren, was unter anderem dessen Drohnenkrieg in Pakistan bei People of color außerhalb der USA angerichtet hat. Ungerechtfertigterweise würde er auch die Frage der Klasse, des Geschlechts und der sexuellen Orientierung nicht in seine Analyse einbinden. Nachdem Wests Argumentation viel Zustimmung erfuhr, unter anderem in einem Tweet des White-Supremacy-Aktivisten Richard Spencer, löschte Coates seinen Account bei Twitter.
Im Juli 2018 gab Coates schließlich seine Stelle bei The Atlantic auf. In einem seiner späten, viel rezipierten Essays für das Magazin, The First White President (deutsch: Der erste weiße Präsident), wirft Coates US-Präsident Trump vor, von einer Ideologie der White Supremacy motiviert zu sein, was gerade der Grund sei, warum ihn ein großer Teil der verunsicherten weißen Bevölkerung zum Zweck der Korrektur der ersten Präsidentschaft eines erfolgreichen schwarzen Mannes gewählt habe.
Coates wurde 2018 in die American Academy of Arts and Sciences gewählt, 2021 in die American Academy of Arts and Letters.
2020 erhielt er für Der Wassertänzer den British Fantasy Award.
2024 erschien sein Buch The Message, bestehend aus vier Essays. Themen sind die Macht von Narrativen, eine Reise nach Senegal, ein Treffen mit einem Lehrer in South Carolina, der gedrängt wurde, Coates’ Buch Zwischen mir und der Welt nicht mehr im Schulunterricht zu verwenden, und eine 10-Tages-Reise nach Israel und Palästina, die das Hauptthema des Buches darstellt. Coates zieht dabei Vergleiche zwischen den Erfahrungen von Afroamerikanern in den Südstaaten der USA zu den Zeiten der Jim-Crow-Gesetze und den Lebensumständen von Palästinensern in der Gegenwart.

## Schriften (Auswahl)
- Asphalt Sketches. Gedichte. Sundiata Publications, Baltimore ohne Jahr.
- The Beautiful Struggle: A Father, Two Sons, and an Unlikely Road to Manhood. Spiegel & Grau, New York 2008, ISBN 978-0-385-52036-2.
  - The Beautiful Struggle. Der Sound der Straße. Übersetzung Bernhard Robben. Blessing, München 2021, ISBN 978-3-89667-704-4.
- Between the World and Me: Notes on the First 150 Years in America. Spiegel & Grau, New York 2015, ISBN 978-0-812-99354-7.
  - Zwischen mir und der Welt. Übersetzung Miriam Mandelkow. Hanser, Berlin 2016, ISBN 978-3-446-25107-6.
- We Were Eight Years in Power: An American Tragedy. One World, New York 2017, ISBN 978-0-399-59056-6.
  - We were eight years in power: Eine amerikanische Tragödie. Übersetzung Britt Somann-Jung. Hanser, Berlin 2018, ISBN 978-3-446-25910-2.
- The Water Dancer. New York 2019.
  - Der Wassertänzer. Übersetzung Bernhard Robben. Blessing, München 2020, ISBN 978-3-89667-658-0.
- The Beautiful Struggle (Adapted for Young Adults). Delacorte Press, 2021, ISBN 978-1-984894021.
- The Message. Essays. One World, New York 2024, ISBN 978-0-593230381.